# Trilobignophos
Trilobignophos là một chi bướm đêm thuộc họ Geometridae.